# 4458 Oizumi
4458 Oizumi è un asteroide della fascia principale. Scoperto nel 1990, presenta un'orbita caratterizzata da un semiasse maggiore pari a 2,4420357 UA e da un'eccentricità di 0,1501880, inclinata di 4,29595° rispetto all'eclittica.